# Rabate-Salé-Quenitra
Rabate-Salé-Quenitra (Rabat-Salé-Kénitra), é uma Região Marroquina criada em setembro de 2015. Tem uma área de 18.194km², o que corresponde a cerca de 2,5% de todo o território Marroquino (Sara Ocidental incluído). A sua população é de 4.580.866 (em 2014), o que corresponde a cerca de 13,5 % de toda a população Marroquina (Sara Ocidental incluido). A capital administrativa é Rabat. Em termos de riqueza, a região contribui com 16,3% do PIB de Marrocos (Sara Ocidental incluido).

## Organização Administrativa
A região de Rabate-Salé-Quenitra está dividida em 3 Prefeituras, 4 províncias, 10 distritos, 21 municípios e 91 Comunas.

### Prefeituras/Províncias
A primeira divisão administrativa da região é feita entre províncias e prefeituras (estas últimas são o equivalente urbano das primeiras).
| Nome            | Tipo       | Área (em km²) | Habitantes (em 2014) |
| --------------- | ---------- | ------------- | -------------------- |
| Salé            | Prefeitura | 672           | 982.163              |
| Rabat           | Prefeitura | 118           | 577.827              |
| Skhirate-Témara | Prefeitura | 485           | 574.543              |
| Quenitra        | Província  | 3.052         | 1.061.435            |
| Khémisset       | Província  | 8.305         | 542.221              |
| Sidi-Kacem      | Província  | 3.113         | 522.270              |
| Sidi-Slimane    | Província  | 1.825         | 320.407              |

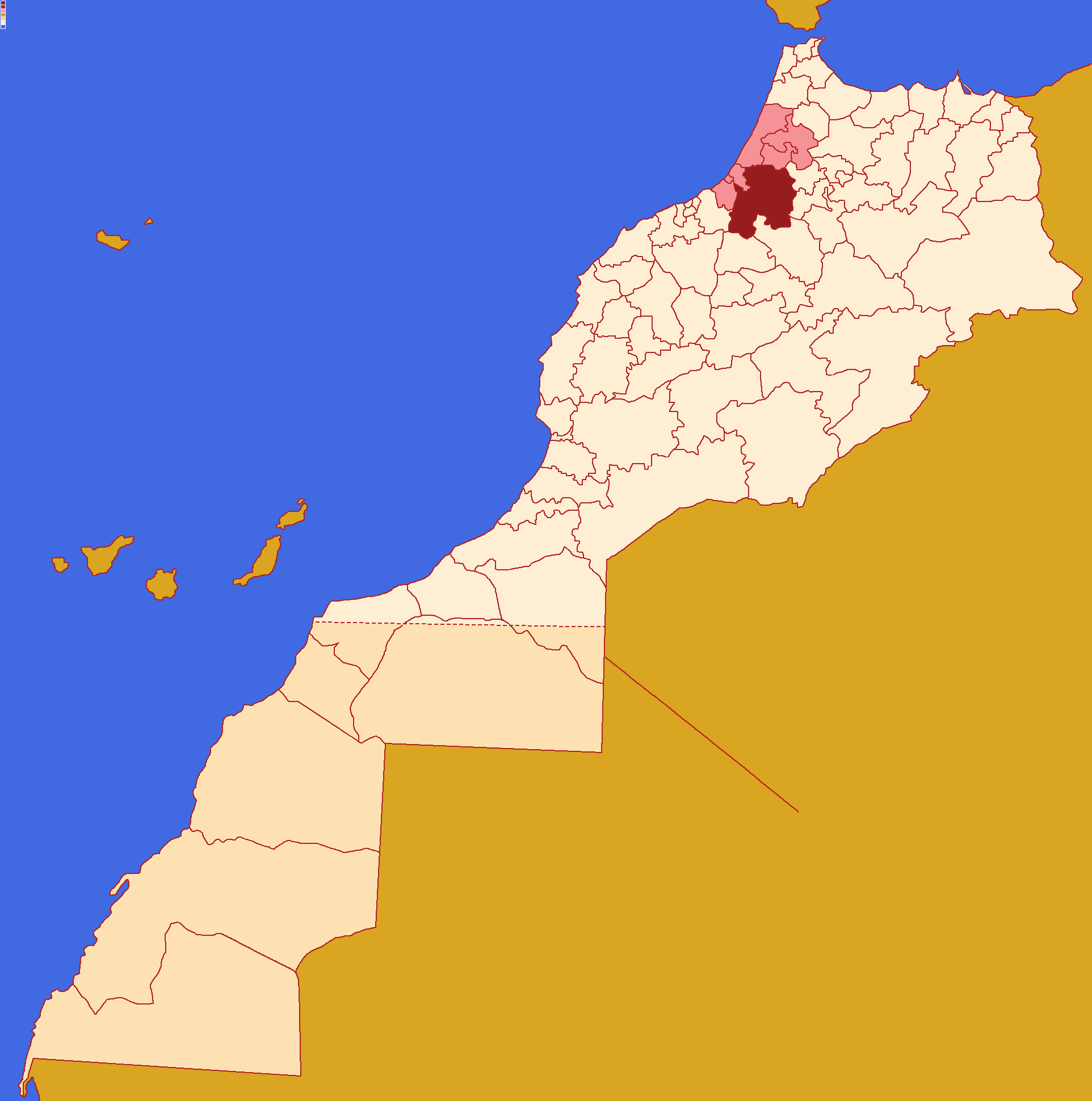
Província de Khémisset
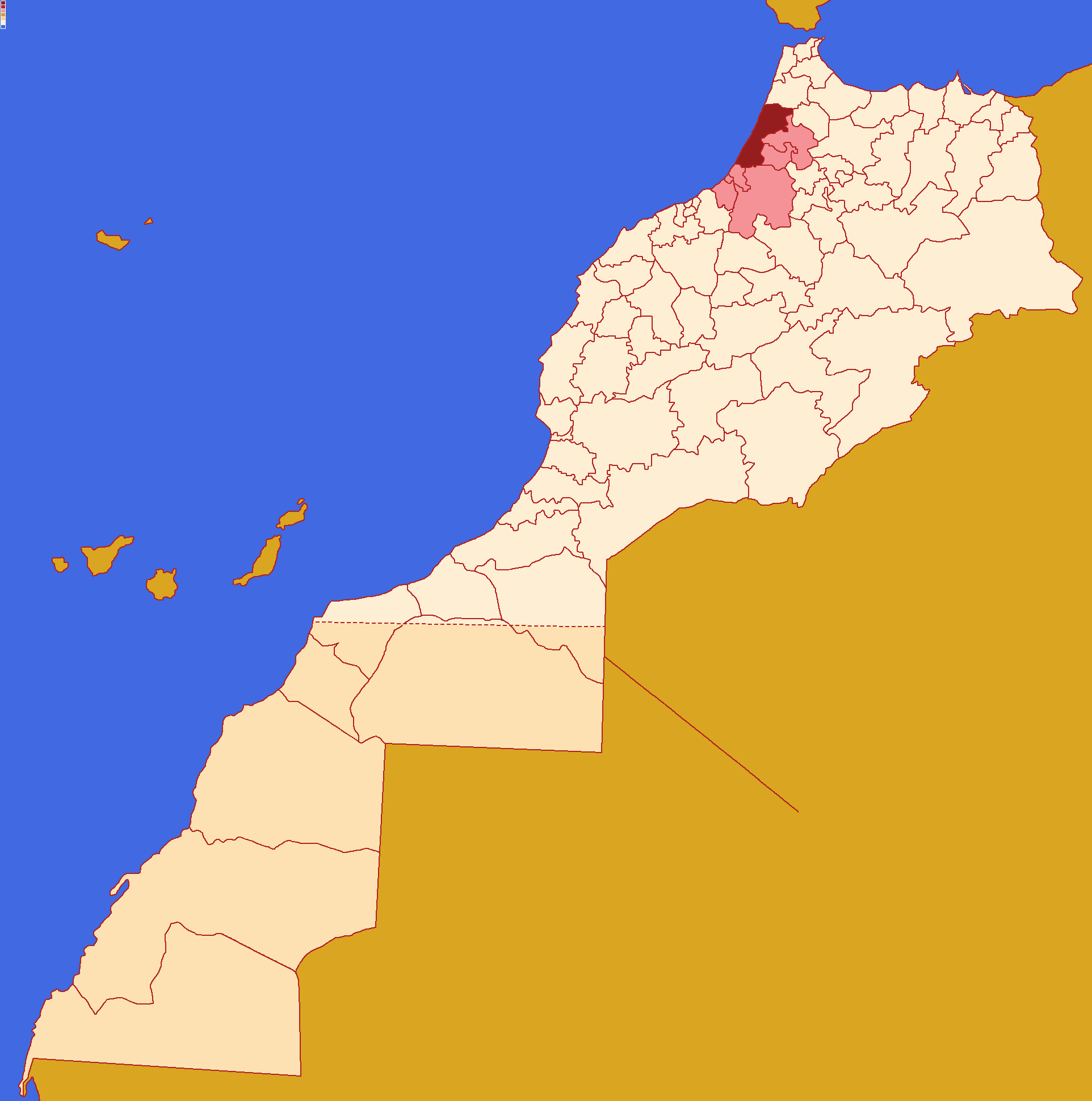
Província de Quenitra
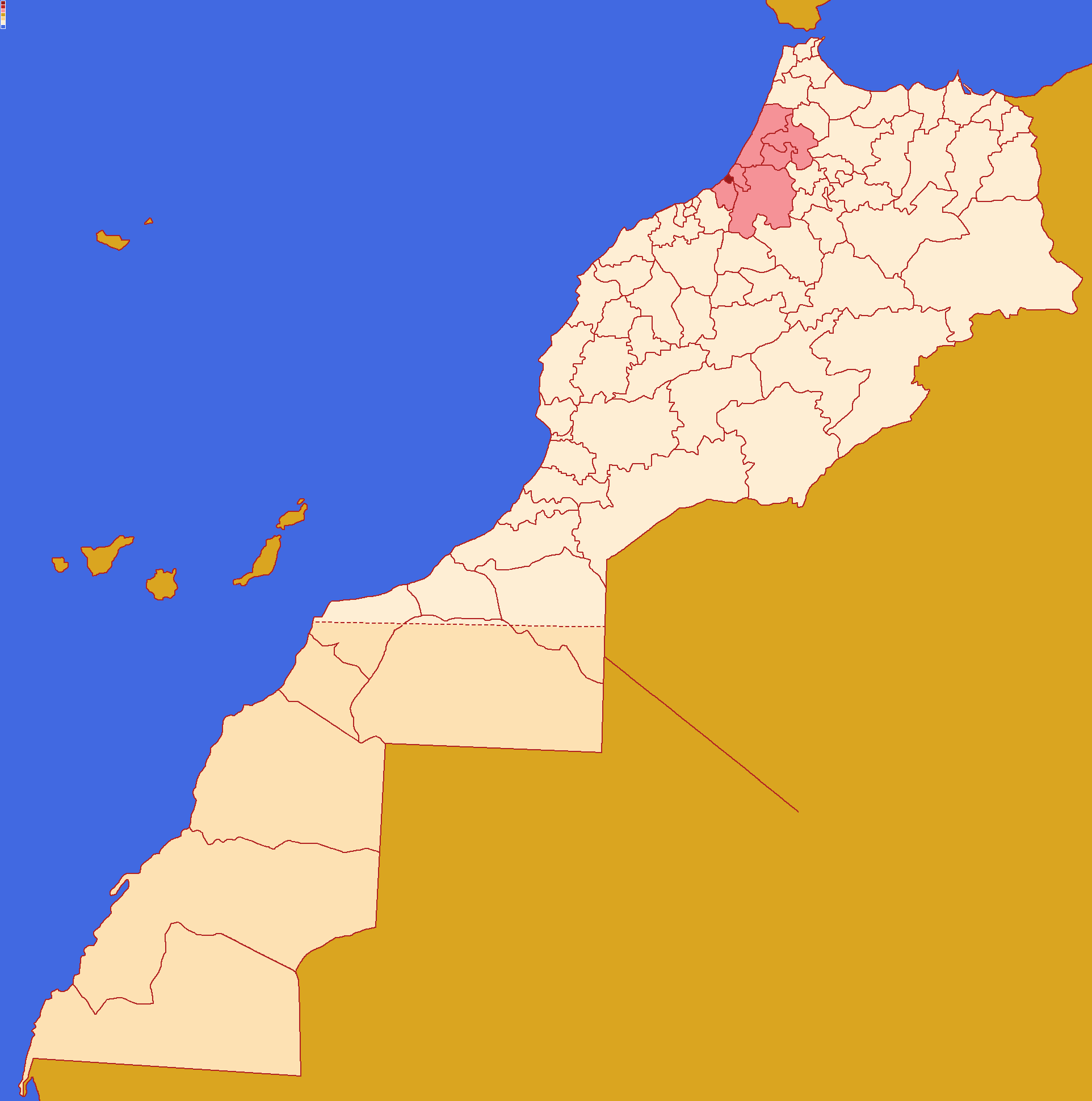
Prefeitura de Rabate
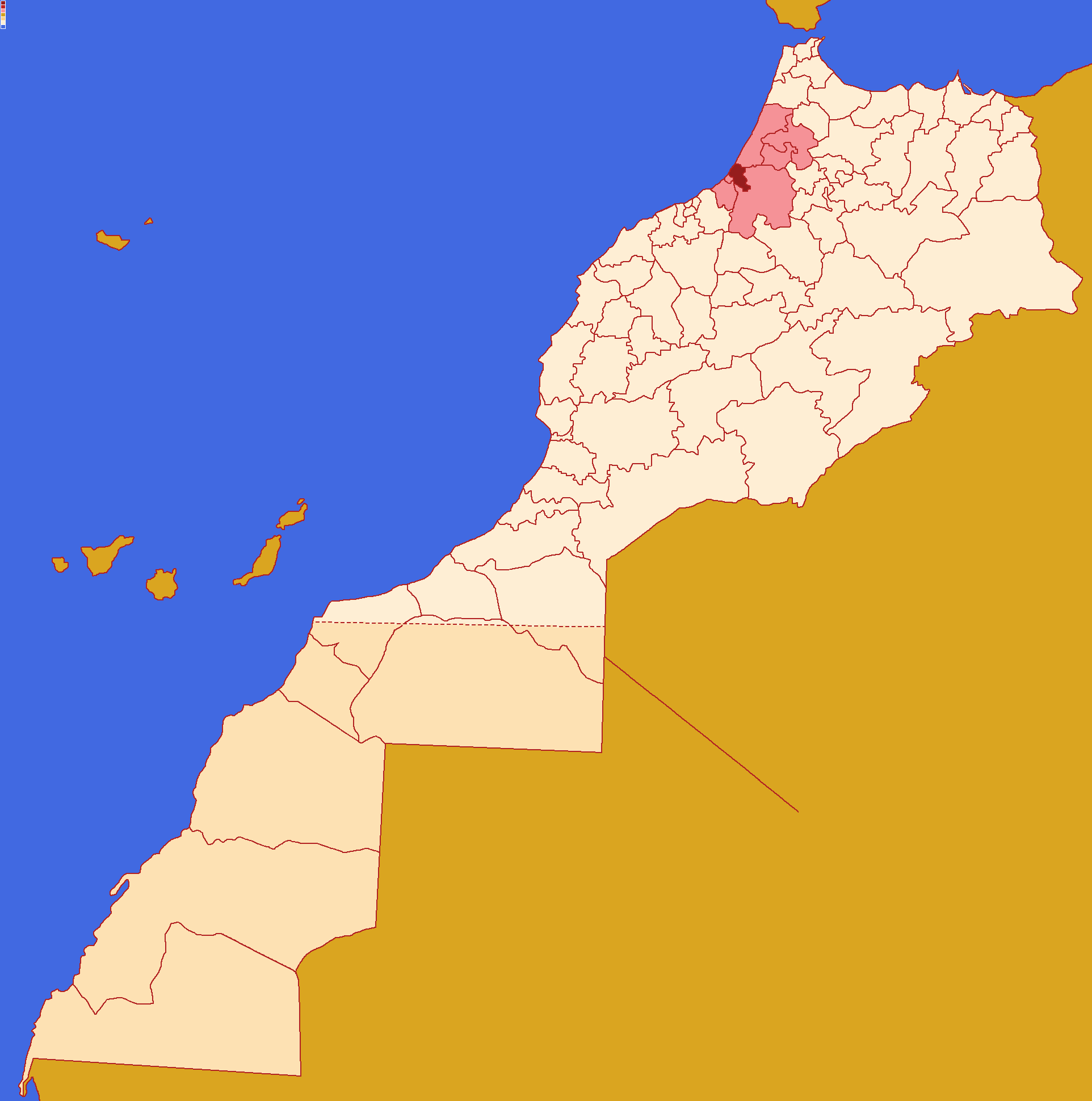
Prefeitura de Salé
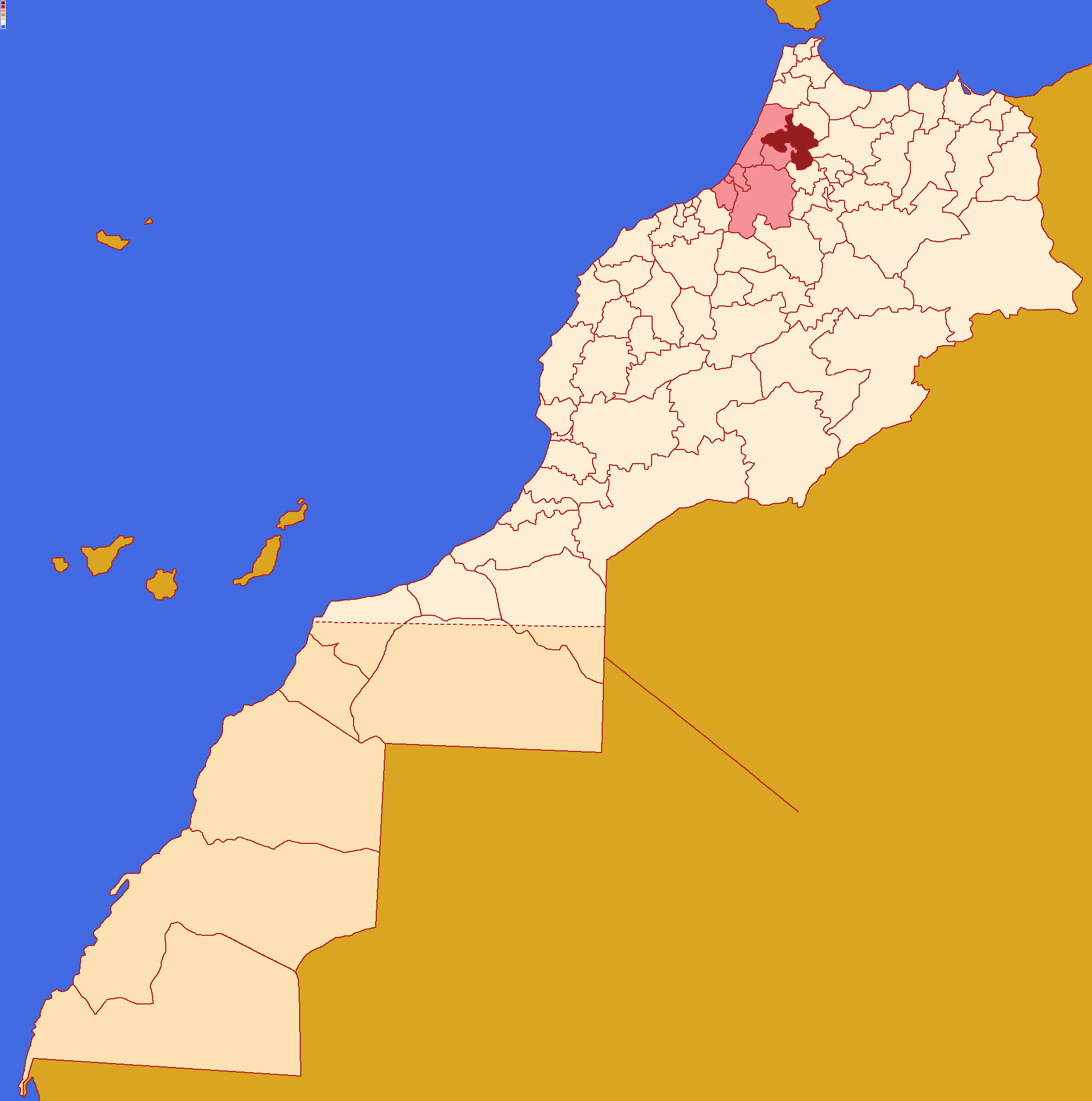
Província de Sidi Kacem
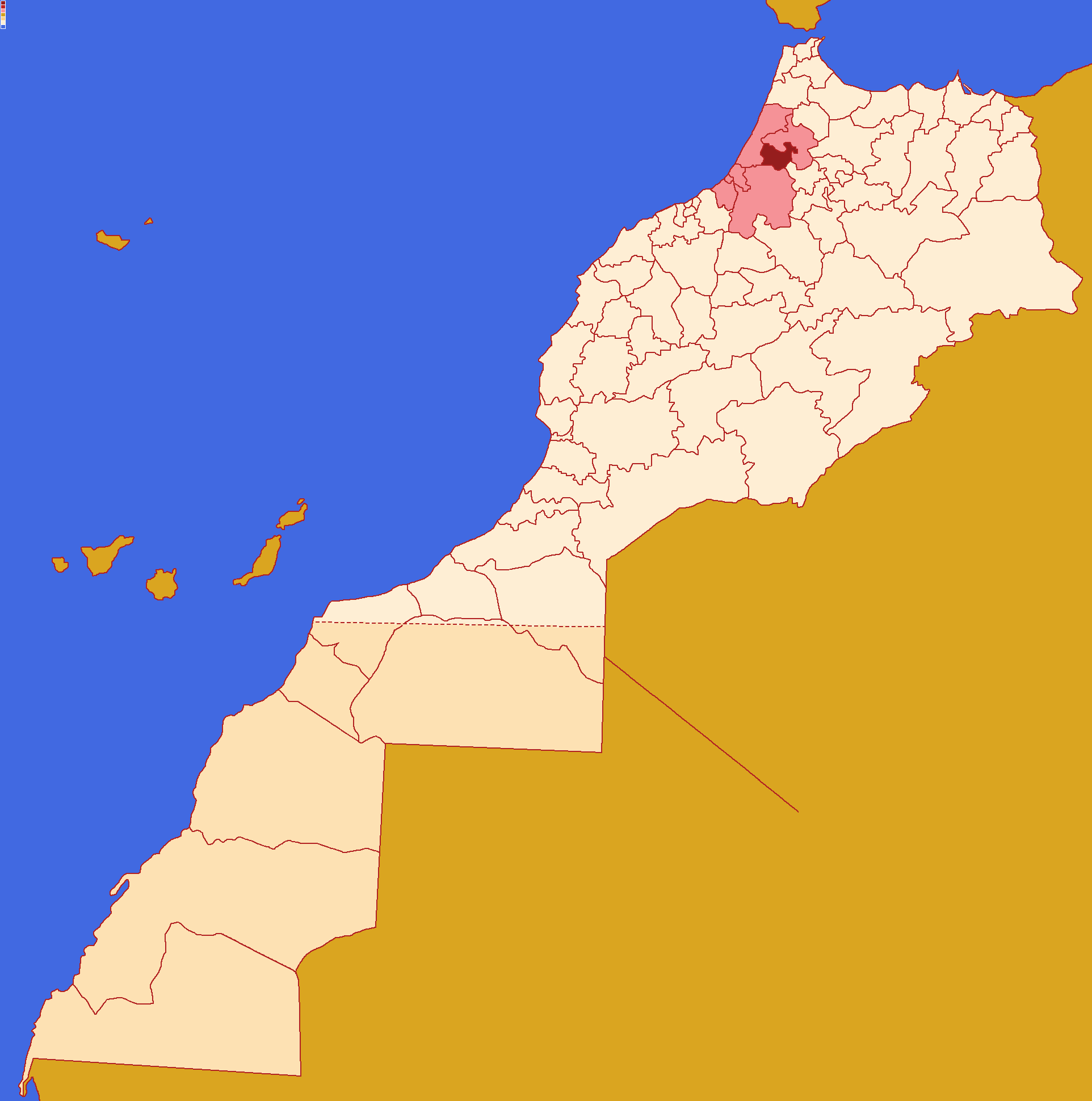
Província de Sidi-Slimane
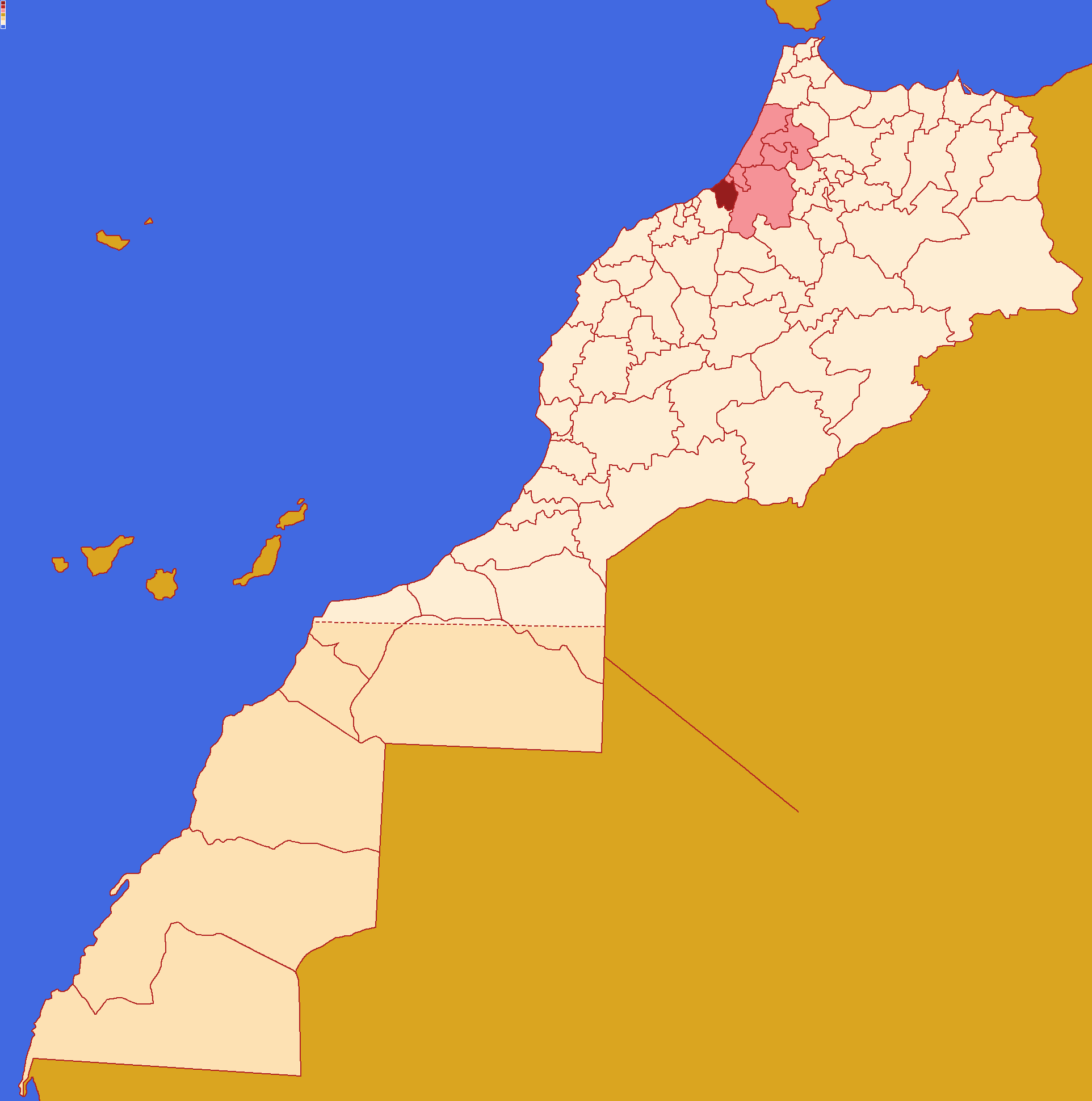
Prefeitura de Skhirate-Témara

## Demografia
Entre 2004 e 2014 a população passou de 4.023.217 habitantes, para 4.580.866 habitantes, ou seja teve um crescimento médio anual de 1,31%. A população urbana é de 3.198.712 habitantes e a rural de 1.382.154 habitantes.

## Economia
O PIB da Região em 2014 era de 150,7 bilhões de DH, sendo o sector terciário responsável por 64,8%. A taxa de pobreza é de 13,3%(em 2007).

### Agricultura
A região detém 12% da área agrícola útil do país (1.019.369 ha).A principal produção agrícola é a dos cereais.

### Pecuária
Além da agricultura, a maioria dos agricultores pratica a criação intensiva de ovinos, bovinos, caprinos e equídeos, além da criação de aves e apicultura. Em 2013 havia na região 1.584,1 mil cabeças de ovinos, 519,7 mil cabeças de gado e 139,2 mil cabeças de cabras.

### Pesca
As capturas são cerca de 6.943 toneladas.

### Recursos minerais
Os principais recursos minerais são cascalho, areia de dunas, areia de uso geral, mármore e argila.

## Ambiente

### Floresta
A área florestal é de 351.290 hectares, o que representa 4% do total florestal de Marrocos.  Desse total, 226.520 hectares são de florestas naturais de madeira de lei, 58.320 de matagal e 50.810 hectares de espécies resinosas naturais.

### Áreas protegidas
Rabate-Salé-Quenitra possui ecossistemas naturais muito diversos, em particular áreas húmidas e terrestres cuja superfície excede 20.000 ha. O lago Sidi boughaba (Mehdia) e o Merja zerga (Moulay bousselham) representam um dos pântanos mais significativos da região, com uma grande biodiversidade de flora e fauna. Essas duas áreas foram classificadas como Sítios de Ramsar devido à sua importância internacional muito alta para as aves aquáticas migratórias, bem como a presença de espécies muito raras e ameaçadas de extinção, respectivamente (lontra européia e tartaruga européia). As outras áreas da região pertencentes ao domínio terrestre representam mais de 13.000 ha. A floresta de Mamora, com sua inegável riqueza em fauna, flora e solo fértil, é a área terrestre mais importante da região.

#### A floresta de Mamora
A floresta de Mamora é a maior floresta de carvalhos e sobreiros do mundo. Com uma área total de 133.000 hectares, a fauna é muito variada e certas espécies são muito raras: 69 espécies de aves, 19 de mamíferos e 25 de répteis.

#### A lagoa de Merja Zerga
Merja Zerga é uma lagoa localizada na costa atlântica marroquina, caracterizada por um regime hidrológico específico (medidor de marés e influências continentais) e por uma grande diversidade de habitats.O inventário atualizado da flora natural de Merja Zerga inclui 190 táxons, dos quais 16 são raros para espécies muito raras, dois deles são endêmicos hispano-marroquinos (Lippia nodiflora, Lotus chazaliei) e outros dois endêmicos mauritano-marroquinos (Sarcocornia perennis , Limonium ovalifolium). No que diz respeito à fauna, o local é frequentado por mais de cem espécies de aves aquáticas, das quais cinquenta são observadas regularmente. A merja também abriga espécies endêmicas de anfíbios marroquinos, Pelobates varaldii, além de uma boa população de enguias de Anguilla anguilla e amêijoas Venerupis decussatus.

#### Outros[10]
Reserva Biológica de Sidi Bou Ghaba

## Clima
É do tipo mediterrâneo semi-árido, com influência oceânica marítima ou continental; leve, moderada e chuvosa no inverno; e húmido e temperado no verão.  A temperaturas varia entre a mínima de 4 ° C e máxima de 40 ° C. Quanto à pluviosidade, ela varia entre 900 mm e 300 mm.